# Cloche de l'église de Salignac-sur-Charente
La cloche de l'église Saint-Pierre-et-Saint-Sulpice à Salignac-sur-Charente, une commune du département de la Charente-Maritime dans la région Nouvelle-Aquitaine en France, est une cloche de bronze datant de 1618. Elle a été classée monument historique au titre d'objet le 5 décembre 1908. 
Inscription : « I.H.S.MARIA 1618 SAINT PIERRE DE SALLIGNAC PRIEZ POUR NOUS IEAN DE LA ROCHEBEAUCOURT SR DE SALLIGNAC P DE MARIE DE LA ROCHEBEAUCOURT M. ».